# Naina Iossifowna Jelzina

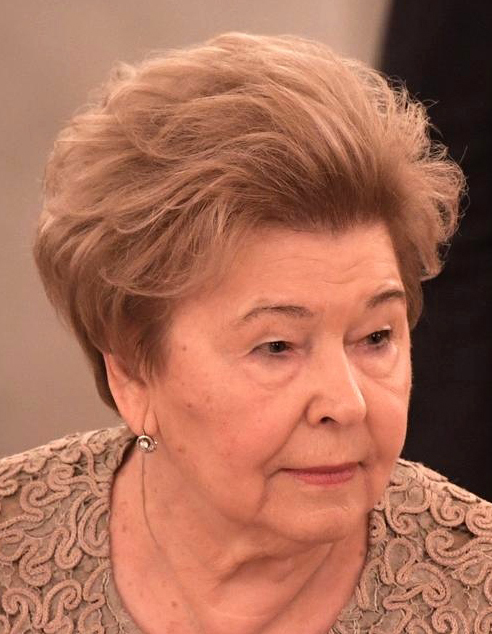
Naina Iossifowna Jelzina (2017)

Anastassija „Naina“ Iossifowna Jelzina (russisch Анастасия "Наина" Иосифовна Ельцина; * 14. März 1932 in Titovka, Oblast Orenburg, Russische SFSR, Sowjetunion als Anastassija Iossifowna Girina) war von 1956 bis 2007 die Ehefrau des ersten russischen Präsidenten, Boris Nikolajewitsch Jelzin. Als solche war sie vom 10. Juli 1991 bis zum 31. Dezember 1999 First Lady Russlands.

## Leben und Wirken
Naina Jelzina wurde 1932 im Dorf Titovka, in der Oblast Orenburg geboren. Nach ihrem Abschluss an der Fakultät für Bauwesen am Ural-Polytechnikum in Swerdlowsk im Jahr 1955 arbeitete sie mit verschiedenen Projekten am Swerdlowsker-Institut. 1956 heiratete sie Boris Jelzin, den sie am Institut kennenlernte. Seit 1985 lebten sie in Moskau. Das Paar bekam zwei Töchter, Jelena und Tatjana, die 1957 bzw. 1960 geboren wurden. Jelzina wurde selten in der Öffentlichkeit gesehen. Sie begleitete ihren Mann auf einigen seiner Auslandsbesuche, darunter 1997 nach Schweden, Finnland und 1999 nach China. In der Regel mischte sie sich nicht in die politische Arbeit ihres Mannes ein. Im Wahlkampf 1996 traf sie sich jedoch mit Wählern und gab den Medien Interviews. Ein großer öffentlicher Auftritt war das Staatsbegräbnis ihres verstorbenen Mannes in Moskau im April 2007. Im Jahr 2017 stellte Naina Jelzin ihr Buch mit persönlichen Lebenserinnerungen im Jelzin-Zentrum und anschließend in Moskau vor.